# 2012年12月臺灣
| << | 2012年12月 （民國101年） | >> |    |    |    |    |
| \| 日 \| 一 \| 二 \| 三 \| 四 \| 五 \| 六 \| \| \| \| \| \| \| \| 1 \| \| 2 \| 3 \| 4 \| 5 \| 6 \| 7 \| 8 \| \| 9 \| 10 \| 11 \| 12 \| 13 \| 14 \| 15 \| \| 16 \| 17 \| 18 \| 19 \| 20 \| 21 \| 22 \| \| 23 \| 24 \| 25 \| 26 \| 27 \| 28 \| 29 \| \| 30 \| 31 \| \| \| \| \| \| |                          |    |    |    |    |    |
| 臺灣新聞動態／維基新聞 |                          |    |    |    |    |    |
| 世界／中国大陆／臺灣 |                          |    |    |    |    |    |
| 日 | 一                       | 二 | 三 | 四 | 五 | 六 |
| |                          |    |    |    |    | 1  |
| 2 | 3                        | 4  | 5  | 6  | 7  | 8  |
| 9 | 10                       | 11 | 12 | 13 | 14 | 15 |
| 16 | 17                       | 18 | 19 | 20 | 21 | 22 |
| 23 | 24                       | 25 | 26 | 27 | 28 | 29 |
| 30 | 31                       |    |    |    |    |    |

## 12月1日
- 台南市北區發生曾文欽隨機殺人事件，只有國小畢業的曾文欽，多年來均以打零工維生，勉強糊口渡日，由於長期找工作不順，對社會極度不滿，想殺人藉此坐牢一輩子吃免錢牢飯，所以在台南市金華路一段的湯姆熊歡樂世界，假藉給三國戰紀的遊戲卡名義誘騙被害人方姓男童到男廁所，隨後拿出藏身利刃加以割頸殺害。[1][2]
- 亞洲富比世雜誌(Forbes Asia)評選台積電董事長兼執行長張忠謀為2012年亞洲年度最佳企業家。[3]
- 今天是世界愛滋病日，為「響應2012世界愛滋病日—Stop AIDS，邁向3零」活動，宣示及簽署「Stop AIDS，I Promise，零新增、零歧視、零死亡」願景布條。[4]

## 12月2日
- 行政院主計總處表示，國內青年失業率是全體平均失業率的3.1倍，高於鄰近日本及韓國，另根據甫完成的調查顯示，長期失業人口中，社會新鮮人已占逾兩成。[5]

## 12月3日
- 中央氣象局表示，今天凌晨1時45分，花蓮縣吉安鄉發生芮氏規模5.1的地震。[6]
- 肺癌約有85%的是屬於非小細胞肺癌，在亞裔的非小細胞肺癌病患中，約4成是EGFR（表皮生長因子受體）基因突變，最新研究顯示，肺癌標靶新藥對亞裔病患更有效，病人可維持11.3個月病情不惡化。[7]
- 台灣山葉機車公告即起召修包括GTR125、VINO50等10種車型共約45萬輛機車，主因是汽油泵浦瑕疵，會造成引擎加速不順，嚴重將導致引擎熄火。[8]
- 第26屆亞洲棒球錦標賽，中華隊奪得亞軍。[9]

## 12月4日
- 美國時代雜誌（Time）將國際大導演李安執導的「少年Pi的奇幻漂流」（Life of Pi）給予極高的評價，列為2012年十大好片第3位。[10]

## 12月5日
- 中國信託金控董事長辜濂松於美東時間當晚20時02分（台北時間12月6日上午9時02分），病逝於美國紐約紀念史隆凱特琳癌症研究中心（Memorial Sloan-Kettering Cancer Center），享壽八十歲。[11]

## 12月6日
- 總統馬英九今天重申，釣魚台列嶼是中華民國固有領土及台灣附屬島嶼，釣魚台列嶼的主權不能分割，但資源可以分享。[12]
- 威力彩連著三十二摃後，頭獎獎金今日已累積至18.16億元，創下威力彩頭獎總獎金第二高價，至晚上22時30分，已確定三縣市投注站開出頭獎，三注平分，每注可各得獎金6.05億元，扣稅後實領4.84億元。[13]

## 12月7日
- 立法院今午三讀通過，民法第1009條、第1011條及第1030之1條文、民法親屬編施行法、消費者債務清理條例等相關法條。明示爾後銀行或債務清理公司不得藉由「剩餘財產分配請求權」，來要求夫債或妻債之另一方拍賣自身財產來還債。[14]
- 由遠東集團徐元智紀念基金會、聯合報合作舉辦「臺灣2012年度代表字大選」，終以得票數8,094高票的「憂」字，奪得此年度之代表字榜首。[15]
- 前立委顏清標褫奪公權定讞遭註銷立委名籍，中選會今天通過，第8屆立委台中市第2選舉區缺額補選投票日為明年1月26日。[16]

## 12月9日
- 新竹縣尖石鄉司馬庫斯附近（竹60縣道處），今發生一起「中型巴士翻覆山谷」車禍，同行23人，13人已死亡。警方初步判定為「因會車不慎而翻落山谷」。[17][18][19]

## 12月10日
- 立法院今初審通過「安寧緩和醫療條例」修正案，爾後患病末期病人，可自主選擇「安寧緩和醫療」或者「維生醫療」，讓病人有尊嚴的「善終」，另避免部分醫療資源浪費。[20]
- 嘉義縣阿里山公路（台18線）39.5公里處公田段，發生「中型巴士擦撞山壁後翻覆意外」，初步判定為煞車失靈。同行16人，4人重傷、其餘輕傷。[21]
- 公路總局因應9日「中型遊覽車新竹尖石墜谷」事件，要求車商五十鈴（Isuzu）在20日前，盡速召回193輛車齡5年以上，與此事故車輛同型之中型巴士回廠受檢。以釐清事故因素，是否為車體設計不良之因。[22]

## 12月12日
- 華光社區居民與聲援學生今天早上9時至12時，於台北市大安區金華街廖家牛肉麵店前，舉辦「無聲的抗議-陪伴華光社區」靜坐活動。但華光社區土地所有權人法務部矯正署台北看守所已發出華光強制執行人員徵才訊息。[23]

## 12月13日
- 馬英九會見大陸法律學者賀衛方等人。賀衛方會後表示，台灣統一「八字還沒有一撇」，媒體「官方傳媒化」速度卻快於香港，值得憂慮。[24]

## 12月15日
- 林務局長李桃生今表示，阿里山森林鐵路，在歷經莫拉克颱風摧殘後，全線通車須待2014年6月後，方可修建完成。[25]
- 第55屆亞太影展今於澳門舉辦，臺灣洪述棠獲頒「特別貢獻獎」，桂綸鎂獲頒「最佳女主角獎」，電影「星空」的拍攝者包軒鳴獲頒「最佳攝影獎」。[26][27][28][29]
- 台大副教授鄭雅文今表示，「含酒精性」提神飲料（含檳榔攤或雜貨店購買之「保力達B」或「維士比」），有「成癮性」問題。釀成職災比率是一般職災的1.69倍。其中飲用率最高三族群為:營建工（21.9%）、體力搬運工（17.8%）及農林漁牧人員（14.4%）。[30][31]
- 交通部公路總局今公布最新「公路路線設計規範」，其中部分新增條文，界定出「道路總寬度小於5.5公尺且無會車空間，應禁止中巴通行」。而新竹尖石通往司馬庫斯之前車禍事故地點，亦將包含在內（因其路寬不到4公尺）。

## 12月17日
- 臺灣小琉球首度出現的新紀錄種螃蟹－海洋螃蟹－綿蟹科的「虛幻隱綿蟹（Cryptodromia fallax）」。高雄師範大學地理系助理教授羅柳墀今提出說明。[32]
- 義聯集團以新台幣1億3千萬正式買下興農牛職棒球團，接手經營，更名為義大犀牛。[33]

## 12月19日
- 天文館組長徐毅宏表示，「2012年12月21日」只是為「馬雅曆法」的末日（約莫等於每年日曆最後一天的意思）。而當度過「末日」後、展望明年。2013年將有5大天文秀登場，例:1月4日之「象限儀座流星群」、8月12日之「英仙座流星群」、4月28日的「土星衝」、11月1日之「金星東大距」與預計於11月29日通過近日點的C/2012 S1彗星（ISON）。[34]

## 12月20日
- 元大併復華案，陳水扁、吳淑珍各遭判處10年及8年徒刑確定，罰金分別1億及8,000萬。[35]

## 12月21日
- 法務部長曾勇夫在20日簽署6名死刑犯執行令，並於今晚執行完畢。6名死刑犯分別為：曾思儒、洪明聰、黃賢正、陳金火、廣德強與戴德穎。[36]

## 12月22日
- 臺東縣美麗灣渡假村開發案今天下午第7次環評，決議有條件通過，環保團體則失望落淚，將持續抗爭、提撤銷環評訴訟。[37]

## 12月25日
- 前消防署長黃季敏被控在署長任內，收受廠商賄賂，台北地檢署25日偵結，依貪汙、圖利、收賄、洗錢、偽造文書、違反政府採購法等罪嫌，將他起訴、求處無期徒刑。[38][39]

## 12月28日
- 內政部公布明年公告土地現值調整情形，全國平均調升七．九七％，調幅前三名分別是澎湖縣、金門縣、新竹縣，而全國最高地價再度由台北市新光摩天大樓蟬聯。[40]
- 2012年股匯市今天封關，台股加權指數全年上漲627.42點，漲幅8.87%，市值增加約新台幣2.1兆；台北匯市以29.136元兌1美元作收，年升3.96%。[41][42]
- 景氣不佳，各行各業年終獎金恐縮水，而經濟部公布國營事業年度績效獎金，若加上兩個月考核獎金，預估中油員工最多可領4.6個月年終獎金、台電最多可領3.65個月、台水最多可領3.46個月、台糖可領3.31個月，引發外界質疑聲浪。[43]

## 12月31日
- 影視大亨楊登魁今天清晨5點12分，病逝於台北榮民總醫院，享壽74歲。[44][45]